# 拉德克 (加利福尼亞州)
拉德克（英語：Radec）是位於美國加利福尼亞州河濱縣的一個非建制地區。該地的面積和人口皆未知。

## 地理
拉德克的座標為33°28′22″N 116°54′52″W / 33.47278°N 116.91444°W，而該地的平均海拔高度為520米（即1706英尺）。